# Teoria spostrzegania siebie
Teoria spostrzegania siebie, teoria autopercepcji – stworzona przez Daryla Bema teoria próbująca wyjaśnić proces samopoznawania (zbierania informacji na temat własnej osoby i tworzenia wyobrażenia siebie). Podstawowym założeniem teorii jest twierdzenie, że podczas poznawania siebie ludzie dokonują takich samych zabiegów jak przy poznawaniu (rozumieniu) innych ludzi – poprzez obserwowanie i wnioskowanie z tych obserwacji.
Gdy chcemy dowiedzieć się co ktoś czuje, obserwujemy go i wyciągamy wnioski. Podobnie dzieje się, gdy chcemy się dowiedzieć jakie sami posiadamy cechy: obserwujemy swoje zachowania i okoliczności, w których one występują (ewentualnie przypominamy sobie jak zachowaliśmy się w przeszłości) i wyciągamy z tego odpowiednie wnioski.
Przykłady
- Zauważyłem, że gdy odzywa się do mnie bardzo atrakcyjna osoba, zaczyna kołatać mi serce i pocą mi się ręce – „boję się” – taki wyciągam z tego wniosek. Lub: „Jestem nieśmiały”.
- Przeglądając swój pamiętnik odkryłem, że od dwóch tygodni co trzy dni zapisuję w nim, że mnie boli głowa – „Ojej, może mam coś z głową” – myślę.
- Przychodzę rano do pracy i podczas rozmowy ze współpracownikami ciągle ziewam – „Chyba mnie potwornie nudzą te rozmowy” – wnioskuję.

Co prawda w trakcie poznawania siebie mamy wgląd w informacje niedostępne zewnętrznemu obserwatorowi (w związku z czym nasze wnioski i wnioski obserwatorów, którzy widzą te same zachowania mogą się bardzo różnić) lecz sam proces samopoznawania jest taki sam. Stąd nazwa teorii. Ma ona szerokie poparcie empiryczne.
Naturalnie, obserwacja swojego zachowania nie jest jedynym źródłem wiedzy o sobie: ludzie budują samowiedzę także w oparciu o tak zwane lustro społeczne, porównania społeczne, wnioskowanie ze schematów ja i dokonują introspekcji. Pojawiło się w związku z tym pytanie o to, kiedy (w jakich warunkach) opieramy swoje wnioski o obserwację własnych zachowań, a kiedy poznajemy siebie inaczej.
Bem uważał, że wnioskowanie oparte na samoobserwacji jest szczególnie prawdopodobne gdy:
1. Wskazówki wewnętrzne są niejasne lub wieloznaczne (na przykład nie jestem pewny czy to, co czuję jest strachem czy złością itd. (zobacz też: aleksytymia, dwuczynnikowa teoria emocji)
2. Gdy stany wewnętrzne są trudne do zinterpretowania (na przykład nie mamy czasu lub możliwości „wczuć się w siebie”)
3. Gdy dochodzi do autokoncentracji uwagi (zobacz też: teoria samoświadomości)
4. Gdy nie mamy jasno sprecyzowanych schematów ja odnośnie do danej dziedziny – jest ona dla nas nowa i sami jeszcze nie wiemy, jacy jesteśmy pod danym względem.

Teoria Daryla Bema weszła swego czasu w ostry konflikt z teorią dysonansu poznawczego. Obie te teorie próbowały bowiem zinterpretować wyniki tych samych eksperymentów i zjawisk społecznych w inny sposób.

## Eksperyment
Opisany zostanie schemat jednego z klasycznych eksperymentów (prowadzonych między innymi przez Leona Festingera i Merrilla Carlsmitha).
Jeśli poprosimy ludzi aby napisali esej, w którym będą gloryfikować poglądy, z którymi się nie zgadzają (na przykład poprosimy kogoś aby wysławiał aborcję, choć jest jej przeciwny), to okaże się, że zmodyfikują w jakimś stopniu swój pierwotny pogląd.
Stopień, w jakim zmienią swoje poglądy zależy od
1. Poczucia, że napisali esej dobrowolnie a nie pod przymusem;
2. Od tego, czy esej ten będzie przedstawiany innym ludziom (jeśli tak – zmiana poglądów jest większa);
3. Od tego jak wiele im zapłacimy (jak wiele będą mieli korzyści z tego, że napisali coś, w co nie wierzą).

## Przewidywane wyniki na gruncie różnych teorii psychologicznych

### Behawioryzm
Na gruncie aktualnych wtedy teorii (lata 50. XX wieku) psychologowie spodziewali się, że duża zapłata powinna zwiększać akceptację i tolerancję dla poglądów zawartych w eseju na zasadzie "dużo dostałem, cieszę się i to lubię" i "mało mi dali – niepotrzebnie się męczyłem, nie lubię tego". Takie przewidywania wysuwali behawioryści a zwłaszcza przedstawiciele warunkowania sprawczego, teorii zdecydowanie dominującej w psychologii akademickiej pierwszej połowie XX wieku w USA.

### Dysonans poznawczy
Wyniki eksperymentów okazały się jednak zupełnie inne od przewidywań teorii uczenia się. Co stało się silnym impulsem dla rozwoju teorii dysonansu poznawczego. Jej twórca – Leon Festinger uważał, że gdy ludzie mają małe uzasadnienie zewnętrzne dla własnego postępowania (np. dostają mało pieniędzy za pisanie rzeczy, z którymi się nie zgadzają), to pojawia się u nich dysonans poznawczy. Po prostu źle się czują, bo wychodzą we własnych oczach na durniów: "Napisałem esej, z którym się nie zgadzam za taką kwotę, która dla mnie nic nie znaczy, chyba jestem frajerem". Aby uniknąć tego nieprzyjemnego wniosku ludzie zaczynają wierzyć w to, co napisali. Dlatego modyfikują swoje pierwotne postawy. Inaczej mówiąc gdy nie mają dostatecznego zewnętrznego uzasadnienia, tworzą sobie dodatkowe uzasadnienie wewnętrzne tak, aby ich zachowania wyglądały na "racjonalne".
Duża zapłata wystarcza jako uzasadnienie zewnętrzne (warto było dla takich pieniędzy) i dlatego pierwotne postawy nie są modyfikowane.

### Interpretacja teorii autopercepcji
Daryl Bem twierdzi, że mechanizmy wewnętrzne, które uruchamiane są w wyżej opisanej sytuacji eksperymentalnej są o wiele prostsze. Otóż ludzie przyglądają się swojemu działaniu, tak jakby obserwowali kogoś innego i logicznie, racjonalnie wnioskują (a nie irracjonalnie, tak jak to postulował Festinger). O innych ludziach myślimy: "Jeśli ktoś pisze esej za duże pieniądze, to robi to dla pieniędzy. Jeśli ktoś dobrowolnie pisze esej za grosze, to widocznie pisze to co lubi, w co wierzy lub co uważa za słuszne". Tak samo badani wnioskują na swój temat i dlatego gdy mało się im zapłaci, to dochodzą do wniosku, że to co piszą odzwierciedla ich prawdziwe przekonania, a gdy płacimy im dużo, to dochodzą do wniosku, że napisali to dla pieniędzy i pozostają przy swoich pierwotnych przekonaniach.

## Trafna interpretacja
Badacze stworzyli wiele pomysłowych eksperymentów, aby sprawdzić, który model wyjaśniania powyższego zjawiska jest prawdziwy. Na podstawie tych badań dzisiaj twierdzi się, że teoria dysonansu poznawczego lepiej tłumaczy zjawiska zachodzące w umyśle ludzi wtedy, gdy ich działanie jest związane w jakiś sposób z samooceną. Natomiast teoria spostrzegania siebie ma o wiele szersze zastosowanie i odnosi się do wszystkich sytuacji, w które nie jest uwikłana samoocena i dobre samopoczucie.
W powyższym przykładzie lepiej opisuje mechanizmy wewnętrzne teoria dysonansu poznawczego. Jeśli jednak pisanie eseju dotyczyłoby tematu obojętnego, lub takiego, w którym badani nie mają jeszcze wyrobionego zdania, wyniki byłyby podobne (ci którym więcej zapłacimy mniej się zmienią) i wtedy wewnętrzne procesy podobne byłyby do tego, co opisuje teoria autopercepcji.

## Implikacje teorii spostrzegania siebie
Z teorii autopercepcji wynika wiele nieoczywistych i oryginalnych wniosków:
1. Uważamy zwykle, że nasze zachowania odzwierciedlają nasze stany wewnętrzne – np. "Gdy ludzie są weseli, to się śmieją". Daryl Bem twierdzi, że "Ludzie są weseli, bo się śmieją. Chcesz być wesoły, to się śmiej. Chcesz być smutny, to płacz". Nasze stany wewnętrzne (przynajmniej czasem) przystosowują się do naszych zachowań, a nie odwrotnie, jak się powszechnie uważa. Wniosek ten ma szerokie poparcie eksperymentalne. Wykorzystywany jest między innymi w terapii psychologicznej – namawia się pacjentów aby robili nowe rzeczy i rzeczy, których się boją. Teoria ma swoje zastosowanie także w marketingu (np. namawianie ludzi do tego by brali darmowe próbki produktów, podkładanie "śmiechu z puszki" w serialach komediowych itd).
2. Moglibyśmy się spodziewać, że skoro ludzie wnioskują o tym jakimi są, obserwując swoje zachowania, to możemy manipulować ich przekonaniem na swój temat, uwypuklając takie a nie inne aspekty ich zachowania (lub wymuszając pewne zachowania). Jeśli na przykład poprosimy kogoś aby przypomniał sobie wszystkie swoje szczęśliwe chwile w życiu, a potem wykonamy mu testy osobowości, to ujawnią one, że jest o wiele bardziej szczęśliwy niż wtedy, gdy poprosimy go wcześniej aby przypomniał sobie jak najwięcej swoich nieszczęśliwych chwil. Podobnie będzie z ocenianiem siebie jako osoby agresywnej, ekstrawertywnej itp. Badania potwierdziły wnioski o tym, że ukryte wymuszanie pewnych zachowań (wymuszona uległość) zmienia samowiedzę i samoocenę. Jest to jedna z technik manipulacji stosowanych w praniu mózgu.
3. Moglibyśmy się spodziewać, że ludzie będą popełniać pewne błędy w interpretowaniu swoich zachowań i wnioskowaniu o swoich cechach wewnętrznych. Na przykład jeśli ktoś tłumi gniew i w związku z tym chodzi bez energii, to może dojść do wniosku, że jest nieśmiały, podczas gdy w rzeczywistości jest agresywny (zobacz też: bierna agresja).
4. Odkryto, że jednym z istotnych komponentów emocji jest prócz pobudzenia fizjologicznego i interpretacji sytuacji (zobacz: dwuczynnikowa teoria emocji i wyrazy mimiczne).